# Радзієвський Григорій Вадимович
Григорій Вадимович Радзієвський (14 січня 1948, Харків — 7 липня 2005, Київ) — український математик, спеціаліст в галузі функціонального аналізу та диференціальних рівнянь, доктор фізико-математичних наук (з 1981 року), професор (з 1989 року).

## Біографія
Народився 14 січня 1948 року у Харкові. В 1970 році закінчив Московський державний університет імені М. В. Ломоносова.

Могила Григорія Радзієвського

Помер 7 липня 2005 року. Похований в Києві на Байковому кладовищі.

## Наукова діяльність
Запровадив принципово нове поняття похідного ланцюга — об'єкта в певному сенсі відповідного граничним значенням елементарних розв'язків операторно-диференціальних рівнянь, а також вперше дослідив властивість еквівалентності між похідними ланцюгами, що відповідають широким класам крайових задач. Одержав найбільш глибокі з відомих результатів про повноту похідних ланцюгів, про мінімальність і про базисність як частини, так і всіх кореневих векторів несамоспряжених жмутків операторів довільного порядку. Вперше встановив ознаки лінійної незалежності похідних за Келдишем ланцюгів для аналітичних в різних областях оператор-функцій і похідних ланцюгів, що відповідають крайовим задачам на скінченному відрізку та півосі для операторно-диференціальних рівнянь.
Цикл робіт Г. В. Радзієвського присвячено дослідженню асимптотики по параметру фундаментальної системи розв'язків дуже загальних функціонально-диференціальних рівнянь, а також асимптотиці спектра крайових задач для таких рівнянь. Він довів якісно нові результати про оцінки найкращих наближень, про швидкість збіжності розвинень та різних методів сумування за кореневими векторами як абстраіктних лінійних операторів, що діють в банаховому просторі, так і крайових задач для функціонально-диференцільних виразів. Для абстрактних лінійних операторів відповідні оцінки одержані в термінах K-функціоналу, побудованого за цим оператором, а для крайових задач — в термінах запроваджених Г. В. Радзівським модулів неперервності, побудованих за крайовими умовами. При доведенні цих результатів Г. В. Радзієвський розв'язав нову в теорії функцій задачу про точні оцінки K-функціоналів у випадку, коли нижня межа відшукується за гладкими функціями, які задовольняють загальні крайові умови, через різницеві характеристики функцій.
Відомі також роботи Г. В. Радзієвського з факторизації оператор-функцій, про асимптотику спектра лінійних операторів і нелінійно залежних від параметра жмутків операторів, про єдиність розв'язків задачі Діріхле для операторно-диференціальних рівнянь, про еквівалентність систем кореневих функцій крайових задач з системою експонент, про рівнозбіжність розкладів за кореневими функціями різних крайових задач та низка інших результатів.
Ним опубліковано 76 наукових робіт.

### Публікації
- Об одном обобщении формулы для определения ширины полосы голоморфности функции // Функц. анализ и его прил., 1999, 33(2), 43-57.
- Прямые и обратные теоремы в задачах о приближении по векторам конечной степени // Матем. сб., 1998, 189(4), 83-124.
- Асимптотика собственных значений регулярной краевой задачи // Укр. матем. журн., 1996, 48(4), 483—519.
- О линейной независимости производных по Келдышу цепочек у аналитических в полуплоскости оператор-функций // Матем. сб., 1987, 132(4), 556—577.
- Задачи о полноте корневых векторов в спектральной теории оператор-функций // УМН, 1982, 37(2), 81-145.